# Marie-José Laloy
Marie Josée Laloy (Rulles, 17 juni 1950) was een Belgische politica voor de PS en was gouverneur van de provincie Waals-Brabant.

## Levensloop
Zij behaalde een eerste prijs aan het conservatorium voor dramatische kunst. Laloy werd werkzaam bij de Femmes Prévoyantes Socialistes: van 1973 tot 1983 was er opbouwwerkster, van 1983 tot 1990 adjunct-secretaris-generaal, van 1990 tot 1999 secretaris-generaal en in 1999 voorzitster. Ook was ze van 1984 tot 1999 lid van het beheerscomité van de Rijksdienst voor Kinderbijslag voor Werknemers, van 1988 tot 1990 kabinetsadviseur van minister van Sociale Zaken Philippe Busquin en van 1995 tot 1999 voorzitster van het Office de la naissance et de l'Enfance.
Laloy was voor de PS van 1982 tot 1986 gemeenteraadslid in Theux en van 2001 tot 2006 gemeenteraadslid in Waver. Ook zetelde ze van 1999 tot 2007 in de Belgische Senaat: van 1999 tot 2003 als gecoöpteerd senator en van 2003 tot 2007 als rechtstreeks gekozen senator.
In 2007 werd ze voor haar partij provinciegouverneur van Waals-Brabant. In 2014, drie jaar voor ze leeftijdsgrens bereikte, stopte ze met deze functie, waarna ze op pensioen ging.
Sinds 2017 is ze lid van de Federale Deontologische Commissie.

## Eretekens
- België: Gouden medaille in de Kroonorde, KB van 15 november 2001
- België: Grootofficier in de Kroonorde, KB van 1 maart 2015.